# Мужская сборная Австрии по хоккею на траве
Мужская сборная Австрии по хоккею на траве — мужская сборная по хоккею на траве, представляющая Австрию на международной арене. Управляющим органом сборной выступает Федерация хоккея на траве Австрии (англ. Austria Hockey Federation).
Сборная занимает (по состоянию на 16 июня 2014) 44-е место в рейтинге Международной федерации хоккея на траве (FIH).

## Результаты выступлений
Летние Олимпийские игры
- 1908—1924 — не участвовали
- 1928 — участвовали (не вышли из группы)
- 1932—1936 — не участвовали
- 1948 — участвовали (не вышли из группы)
- 1952 — участвовали (не вышли из группы)
- 1956—2012 — не участвовали

Чемпионат Европы
- 1970 — 11-е место
- 1974 — 15-е место
- 1978 — не участвовали
- 1983 — 11-е место
- 1987—2007 — не участвовали
- 2009 — 7-е место
- 2011—2013 — не участвовали

EuroHockey Nations Trophy
- 2005 — 4-е место
- 2007 —
- 2011 — 4-е место
- 2013 —

Чемпионат мира по индорхоккею
- 2003 — не участвовали
- 2007 — 6-е место
- 2011 —
- 2015 —